# Chemnitzer FC
Chemnitzer FC este un club de fotbal german din Chemnitz, Saxonia.

## Palmares
- Campionii Germaniei de Est: 1967
- Vice-campionii Germaniei de Est: 1990
- Finaliștii Cupei Germaniei de Est: 1969, 1983, 1989
- Semi-finaliștii Cupei Germaniei: 1993
- Cupa Saxoniei: 1997, 1998, 2006, 2008
- Gauliga Sachsen champions: 1935, 1936
- NOFV-Oberliga Süd runner-ups: 2008
- Campionii Germaniei Centrale: 1932

## Jucători notabili
| - Antonio Ananiev - Michael Ballack - Torsten Bittermann - Brian Bliss - Sergio Bustos - Mario Fillinger - Henri Fuchs - Heiko Gerber - Torsten Gütschow - Sebastian Hähnge - Lars Hermel | - Steffen Heidrich - Ingo Hertzsch - Olaf Holetschek - Steffen Karl - Peer Kluge - Rainer Krieg - Nebojša Krupniković - Thomas Laudeley - Hendrik Liebers - Ulf Mehlhorn - Silvio Meißner | - Jens Melzig - Karsten Oswald - Andrej Panadic - Jan Seifert - Kujtim Shala - Ervin Skela - Rico Steinmann - Eberhard Vogel - Jörg Weißflog - Lutz Wienhold - Ernest Wilimowski |

## Lotul actual
La 2014.
| Nr. |          | Poziție | Jucător                |
| --- | -------- | ------- | ---------------------- |
| 1   | Germania | P       | Philipp Pentke         |
| 3   | Germania | F       | Nils Röseler           |
| 4   | Germania | F       | Kevin Conrad           |
| 5   | Germania | F       | Marc Endres            |
| 6   | Germania | M       | Marc Lais              |
| 7   | Germania | M       | Ronny Garbuschewski    |
| 8   | Germania | M       | Kolja Pusch            |
| 9   | Germania | A       | Anton Fink             |
| 11  | Germania | M       | Reagy Ofosu            |
| 14  | Elveția  | F       | Marco Kehl-Gómez       |
| 17  | Germania | F       | Dan-Patrick Poggenberg |

| Nr. |           | Poziție | Jucător                |
| --- | --------- | ------- | ---------------------- |
| 19  | Germania  | A       | Philip Türpitz         |
| 20  | Germania  | F       | Fabian Stenzel         |
| 21  | Germania  | M       | Marcel Hofrath         |
| 22  | Germania  | M       | Marc Hensel            |
| 23  | Guatemala | F       | Stefano Cincotta       |
| 24  | Germania  | A       | Florian Hansch         |
| 25  | Germania  | P       | Maximilian Reule       |
| 27  | Germania  | M       | Christian Mauersberger |
| 30  | Germania  | P       | Felix Junghan          |
| 31  | Germania  | M       | Tom Scheffel           |